# Csillapítási tétel
A csillapítási tétel a Laplace-transzformált egy fontos tulajdonságát mondja ki.
Legyen az f valós, vagy komplex értékű függvény értelmezve a nem negatív valós számok halmazán, továbbá legyen szakaszonként folytonos, exponenciális függvénnyel korlátozható, és (jobbról) folytonos nullában. Jelölje f-nek az egzisztenciatétel miatt létező Laplace-transzformáltját F. Ha az s komplex szám valós része elég nagy, akkor
{\displaystyle {\mathcal {L}}(e^{-zt}f(t))(s)=F(s+z)}
ahol {\displaystyle {\mathcal {L}}} a Laplace-operátor jele.

## Következményei
A tétel következményeként kapható, hogy
{\displaystyle {\mathcal {L}}(e^{\alpha t}\sin {\beta t})(s)={\frac {\beta }{(s-\alpha )^{2}+\beta ^{2}}}}
és
{\displaystyle {\mathcal {L}}(e^{\alpha t}\cos {\beta t})(s)={\frac {s-\alpha }{(s-\alpha )^{2}+\beta ^{2}}}}

## Bizonyítás
A tétel könnyen bizonyítható:
{\displaystyle {\mathcal {L}}(e^{-zt}f(t))(s)=\int _{0}^{\infty }e^{-st}e^{-zt}f(t)\mathrm {d} t=\int _{0}^{\infty }e^{-(s+z)t}f(t)\mathrm {d} t={\mathcal {L}}(f)(s+z).}